# Mistrzostwa Afryki U-19 w Piłce Ręcznej Kobiet 1980
Mistrzostwa Afryki U-19 w Piłce Ręcznej Kobiet 1980 – pierwsze mistrzostwa Afryki U-19 w piłce ręcznej kobiet, oficjalny międzynarodowy turniej piłki ręcznej o randze mistrzostw kontynentu organizowany przez CAHB mający na celu wyłonienie najlepszej złożonej z zawodników do lat dziewiętnastu żeńskiej reprezentacji narodowej w Afryce. Odbył się wraz z mistrzostwami U-20 mężczyzn w 1980 roku w Lagos. Tytułu zdobytego w 1980 roku broniła reprezentacja Wybrzeża Kości Słoniowej. Mistrzostwa były jednocześnie eliminacjami do MŚ 1981.

## Klasyfikacja końcowa
| Miejsce | Reprezentacja                 | Uwagi          |
| ------- | ----------------------------- | -------------- |
| złoto   | Wybrzeże Kości Słoniowej U-19 | awans: MŚ 1981 |
| srebro  | Nigeria U-19                  | –              |
| brąz    | Egipt U-19                    | –              |